# Thalia (boekhandel)

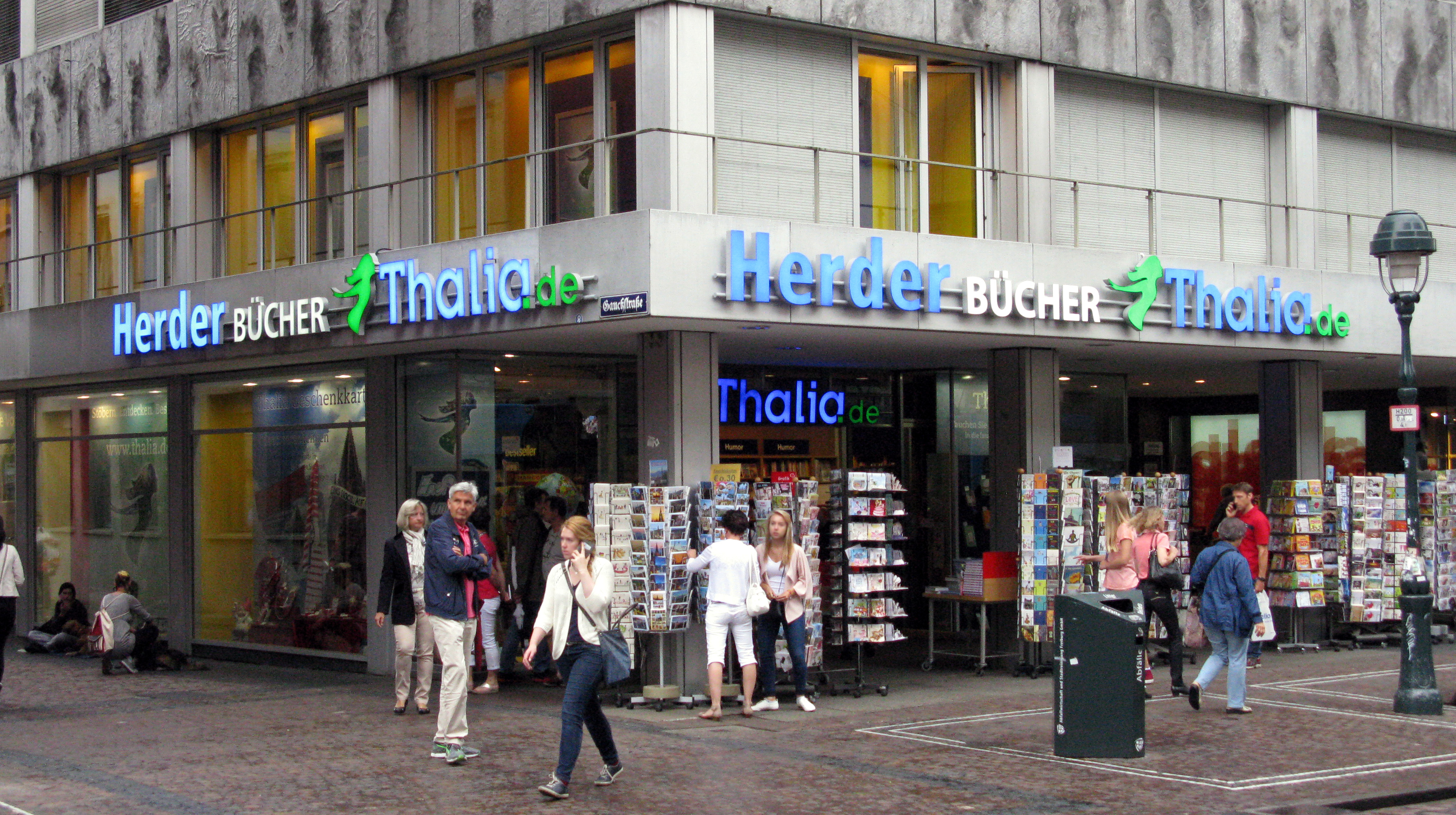
Herder/Thalia-boekhandel in Freiburg im Breisgau (2016)

De Thalia Bücher GmbH (tot oktober 2015: Thalia Holding GmbH), met het hoofdkantoor in Hagen is de holding voor de verschillende boekhandels -en dienstverlenende bedrijven, die onder de gemeenschappelijke merknaam Thalia optreden.
In maart 2017 heeft de Thalia groep meer dan 280 boekhandels in Duitsland, Oostenrijk en Zwitserland. Gemeten in omzet is het de marktleider onder de boekverkopers in het Duitstalige gebied.

## Geschiedenis
Het in 1919 in Hamburg opgerichte bedrijf opende op 20 maart 1997 in Bremen zijn eerste winkel buiten Hamburg, waar het bedrijf op dit moment twaalf vestigingen exploiteerde.
Om een uniforme merkidentiteit te hebben, treden de overgenomen boekhandels in Oostenrijk op onder de naam Thalia.at sinds september 2005. In het Oostenrijkse Linz bevindt zich sindsdien de grootste boekhandel van de hele Thalia groep.
Begin 2006 was Thalia marktleider in de Duitstalige landen, met een marktaandeel van iets minder dan zeven procent. Na de eenwording van de Hugendubel boekhandels met meer dan 350 verkooppunten van de Verlagsgruppe Weltbild kwam Thalia op de tweede plaats achter het nieuwe boekhandelsgroep DBH. In 2006 was de doelstelling van de Thalia groep om op middellange termijn het marktaandeel in Duitsland meer dan te verdubbelen.
Ter gelegenheid van de 50e IFA in de herfst van 2010 stelde Thalia haar eigen e-Book-lezer OYO voor en was daarmee veel eerder dan het concurrerende apparaat van Amazon (Kindle) in de Duitse handel. Een eigen marktplaats voor e-books bood Thalia op 21 april 2011 nog niet aan. Vanaf eind november 2012 had men met de E-Book-Reader Odyssey HD FrontLight van Bookeen een concurrerend product met de Kindle Paperwhite van Amazon in het assortiment. In maart 2013 had Thalia gezamenlijk met partners uit de boekhandelsbranche en de Deutsche Telekom als techniekpartner het merk Tolino op de markt gebracht en sindsdien zeven eReaders uitgebracht, waaronder de Shine 2 HD, de Tolino Page en de als laatste de Tolino Vision 4 HD.
Tijdens de aandeelhoudersvergadering van de Thalia Holding GmbH werd op 6 oktober 2015 besloten tot de omvorming in Thalia Bücher GmbH. In 2016 verkreeg Herder Verlag de meerderheid in Thalia Bücher GmbH.

## Concernstructuur
Tot 2012 waren de aandeelhouders in de Thalia Holding GmbH, Buch & media GmbH met 75 % en Könnecke-Beteiligungs-GmbH met 25 %. De Buch & media GmbH is een 100% dochter van de Douglas Holding. De aandeelhouders van Könnecke-Beteiligungs-GmbH zijn leden van de familie Könnecke, die Thalia in 1931 gekocht hadden. Tegen het einde van 2012 was Thalia volledig in handen van de Douglas Holding. In hetzelfde jaar nam de Amerikaanse investeerder Advent een belang in de holding, waarbij de familie Kreke, de oprichters van Douglas, behielden een 20 procents belang in de onderneming.
In juli 2016, nadat er omvangrijke saneringen hadden plaatsgevonden, werd bekend dat een consortium onder leiding van Herder Verlag een meerderheid in de Thalia groep zou nemen. De familie Kreke behield haar minderheidsbelang. Het bedrijf Thalia heeft in het kader van de Multi-Channel strategie ook een 100 %-belang in de Duitse webshop Buch.de.

## Overnames en deelnemingen (selectie)
- 1975 deelname in de Montanus aktuell-groep;
- 1988 Overname van Phoenix Universitätsbuchhandlung, Bielefeld, Duitsland, (1994 fusie met Montanus, de Phoenix-Montanus GmbH);
- 1996 overname van de Herder-boekhandels, Münster in Westfalen, Duitsland, Freiburg im Breisgau;
- In 1999, deelname in de online boekhandel buch.de
- 2000 aankoop van de Zwitserse boekhandels W. Jäggi (met het hoofdkantoor in Basel), en Stauffacher (met het hoofdkantoor in Bern);
- 2001 fusie van Phoenix en Thalia tot de Thalia Holding GmbH;
- 2002 Overname van de Oostenrijkse boekhandelsketen Amadeus, Overname van Bol.de door buch.de;
- 2003: deelname aan de Zwitserse Zur alten Post (ZAP) AG. (5 vestigingen in het kanton Wallis) en de overname van de boekhandelsgroepen Palm & Enke, Mencke & Blaesing (beide in Erlangen), evenals de Universitätsbuchhandlung Jena;
- 2004 deelname in de Kober-Löffler-groep, overname van de in het Rijnland gelegen boekhandels van Bouvier/Gonski en boekhandel Campe in Nürnberg
- 2006 Overname van Reinhold Gondrom GmbH & co. KG met 26 vestigingen; de wetenschappelijke Versandbuchhandlung Dr. Claus Steiner in Idstein in het Duitse Taunusgebergte (b2b-boekhandel), met behoud van het filiaal; Wagnerische Buchhandlung in Innsbruck; deelneming van 50,1 % in de boekhandel Grüttefien GmbH in Varel, met 18 boekwinkels en een omzet van 17 miljoen euro.
- 2007 Overname van de Buch & Kunst-Gruppe uit Dresden, met 44 boekhandels, vooral in het Oosten van Duitsland en Noord-Rijnland-Westfalen en een jaarlijkse omzet van ongeveer 60 miljoen euro. Deze keten werd overgenomen van de investeerder Barclays Private Equity[16], de Meissner bücher AG, de AZ Medien groep en Haus der Bücher Spaethe, (Moers), de Buchhandlung ranz Potthoff (Bergisch Gladbach), Buchhandlung Köhl (Brühl) evenals via Grüttefien de Buchhandlung Bräuer in Lemgo
- 2008 Overname van Buch-Kaiser in Karlsruhe, Duitsland[17] en de ombouw hiervan tot een Thalia-vestiging.[18]
- In maart 2009 kondigt Thalia de sluiting van Buch-Kaiser in Karlsruhe in 2010. De filialen in Rastatt en Landau blijven open.[19]
- In 2009 werden er drie boekwinkels geopend, in 2010 zes[20]
- In maart 2013 werd een joint venture tussen Orell Füssli en Thalia Holding GmbH aangekondigd. In de herfst van 2013 nam de joint venture vennootschap Orell Füssli Thalia (OFT), tegenwoordig de grootste boekhandelsketen in Zwitserland, de zakelijke activiteiten over. De Thalia winkels in Zwitserland werden omgevormd tot Orell Füssli winkels.[21]
- Op 1 april 2014 werd tijdens de Jaarlijkse aandeelhoudersvergadering van Buch.de Internetstores AG, een bod op de nog uitstaande aandelen uitgebracht om het bedrijf volledig over te nemen;
- Op 17 maart 2015 is de dochtermaatschappij Buch.de Internetstores opgeheven en samengevoegd met Thalia Holding GmbH.
- In juli 2018 worden de filialen van Wittwer in Stuttgart, Ludwigsburg en Sindelfingen overgenomen. Sindsdien worden deze voortgezet als Buchhaus Wittwer-Thalia[22]
- In januari 2019 fuseert Thalia met de boekhandelsketen Mayersche[23]. Eveneens in januari 2019 wordt de 150-jaar oude boekhandel Jos. Fischer overgenomen[24].
- In februari 2020 werden 12 filialen van Decius overgenomen in Nedersaksen en Saksen-Anhalt[25].
- In 2024 nam Thalia delen van het failliete Weltbild over, waaronder Buecher.de en het merk Tolino.

## Kritiek
Als gevolg van de groter wordende concurrentie en de filialisering van de boekhandels breidt Thalia fors uit door het overnemen van individuele boekhandels en openen van nieuwe boekhandels, net als de concurrenten Verlagsgruppe Weltbild en Mayersche. Door het expansiebeleid kreeg ook Thalia veel kritiek vanwege de vrees dat zij met haar inkoopkracht de uitgevers onder druk kan zetten. Grotere uitgevers zullen hier meer slagkracht tegen hebben, maar de kleinere kunnen het zich niet veroorloven om te ontbreken in het assortiment van de grote boekhandelsketens.
Ook was er veel onbegrip voor het voorstel van Thalia in 2006 aan uitgevers om financieel deel te nemen aan de verdere uitbouw van het filialennetwerk. Een ander punt van kritiek zijn de pogingen van Thalia om de vaste boekenprijs te bannen en zodoende de marges van de kleinere boekhandels te drukken en deze uit de markt te verdringen.
In 2010 werd Thalia Österreich ervan beschuldigd een lokale uitgever en boekhandelaar onder dreiging van het opzeggen van de relatie tot verkoop te hebben gedwongen.